# Plator d'Il·líria
Plator (llatí: Plator) va ser un príncep il·liri. Era germà del rei Genci d'Il·líria i va viure als segles iii aC i II aC. El seu germà Genci el va fer matar perquè es volia casar amb una filla del rei Monuni, promesa a Plator.